# Sant Amanç de Viladés
Sant Amanç de Viladés és una capella situada a la barriada de Viladés, dins del terme del municipi de Rajadell, al Bages. És una obra inclosa en l'Inventari del Patrimoni Arquitectònic de Catalunya.
Està adossada a una capella més moderna, de la qual serveix, en un tros, de sagristia. Conserva un absis romànic del segle xii, amb finestra monolítica, dues grans obertures, una amb la funció de porta i l'altra de finestra.

## Descripció
Església romànica constituïda al segle xii, que repeteix un esquema molt senzill format per una sola nau de dimensions molt reduïdes, amb un radi a llevant tan ample com la nau. La nau és coberta amb volta de canó apuntada lleugerament i al centre de l'absis hi ha una finestra d'una sola esqueixada, amb un arc de mig punt, format per un bloc monolític. Al segle xvii s'hi adossa un nou temple que va alterar la construcció Romànica.

## Història
L'església és situada dins l'antic terme de Rajadell, al lloc de Sant Amanç, documentat ja l'any 1027. L'any 1284 l'església es coneix com a Santa Maria de Sant Amanç. No deuria ser mai parròquia. El 1676 es construïa una sagristia. Cada 15 d'agost es fa allà una cerimònia religiosa a la qual hi és convidada tota la gent del poble, i els amos conviden a un petit vermut, al vespre hi ha ball i el joc del Conill porquí. També té adossat un petit cementiri familiar.